# Montfrin
Montfrin| é uma comuna francesa na região administrativa de Occitânia, no departamento de Gard. Estende-se por uma área de 15,29 km². Em 2010 a comuna tinha 3 229 habitantes (densidade: 211,2 hab./km²).